# Nuclear receptor coactivator 3
Nuclear receptor coactivator 3 (NCo3) est une protéine coactivatrice de la transcription qui interagit avec les récepteurs nucléaires des hormones de type stéroïdien mais aussi avec d'autres facteurs de transcription tels TP52, NfkB et ER81. Elle fait partie de la famille des SRC, « steroid receptor coactivators ».
Son information génétique se situe sur le chromosome 20 humain, dans un gène d'environ 155 kilobases possédant 23 exons. Sa localisation cellulaire est fortement cytoplasmique et faiblement nucléaire, bien qu'une translocation de NCo3 vers le noyau s'observe à la suite de l'activation par la phosphorylation de certains facteurs de transcription. La protéine NCo3 est constituée de 1,424 acides aminés pour un poids de 155 kDa. 
Cette protéine possède plusieurs autres noms dont :
- RAR-associated coactivator 3 (RAC3) ;
- steroid receptor coactivator protein 3 (SRC3) ;
- thyroid hormone receptor activator molecule 1 (TRAM-1) ;
- amplified in breast cancer 1 (AIB-1).

## Fonction de NCo3
La fonction coactivatrice de la transcription par NCo3 se fait dans le noyau et s'effectue de deux façons :
1. par son activité intrinsèque acétyltransférase agissant sur les histones ;
2. en recrutant des protéines co-intégratrices des protéines CREB binding protein et P300 au complexe de coactivation.

Ainsi, par son activité intrinsèque acétyltransférase, NCo3 ajoute un groupement acétyle (COCH3) sur une lysine conservée de l'histone, formant ainsi une N-acetyl-lysine. Cela a pour effet de neutraliser une charge positive, ce qui mène à réduction de l'affinité entre 2 histones permettant ainsi une meilleure accessibilité à l'ADN par les facteurs de transcription. 
Aussi en recrutant des protéines co-intégratrices des protéines CREB binding protein/P300, possédant elles aussi une activité intrinsèque acétyltransférase, NCo3 participe à la formation complète du complexe de coactivation.
La fonction coactivatrice et amplificatrice de la transcription de l'ADN peut être augmentée par la phosphorylation de NCo3 par diverses kinases, dont la voie des mitogen-activated protein kinase (MAPK) et la voie de HER-2. Il semble également que la sumoylation ait un effet régulateur d'atténuation sur le potentiel de coactivation de NCo3 en lien avec les récepteurs de l'hormone œstrogène. Les sites de sumoylation de NCo3 sont les lysines 723, 786 et 1194.

## NCo3 et cancers
Comme un de ses noms l'indique (amplified in breast cancer-1), on a observé une surexpression de cette protéine dans des cancers du sein, mais aussi dans des cancers de l'endomètre, de l'estomac, des ovaires et du pancréas. Une surexpression de NCo3 dans une tumeur cancéreuse est associée à un mauvais pronostic vue sa fonction amplificatrice et coactivatrice de la transcription,.
On observe souvent une surexpression de NCo3 lors des cancers œstrogéno-dépendants. Ce type de cancer est caractérisé par une surexpression des récepteurs à l'œstrogène et la tumeurs a alors besoin d'œstrogène pour croitre. En augmentant la transcription liée entre autres aux récepteurs des hormones œstrogène et progestérone, une surexpression de NCo3 élève le taux de croissance de la tumeur. 
Une forme de mutation de la protéine au niveau N-terminal dans laquelle il manque l'exon 3 a été observée dans plusieurs cas de cancers du sein. La protéine mutée, pesant 130 kDa, possède un plus grand potentiel de promotion de la transcription que la protéine normale. La présence de cette protéine mutée augmente donc la sensibilité des cellules tumorales aux hormones et autres facteurs de croissance. 
Lors d'un traitement au tamoxifène, un antagoniste des récepteurs à œstrogène (ER), une surexpression de NCo3 est associée à un mécanisme de résistance de la cellule cancéreuse au traitement ainsi qu'à un mauvais pronostic. En effet, lorsque le niveau d'expression de la protéine NCo3 dans une cellule tumorale est élevé, l'effet antagoniste du tamoxifène est significativement réduit.
| Accessibilité        | NP_858045   |
| GI                   | 32307126    |
| Accessibilité refsec | NM_181659.1 |